# Hasengraben (Potsdam)

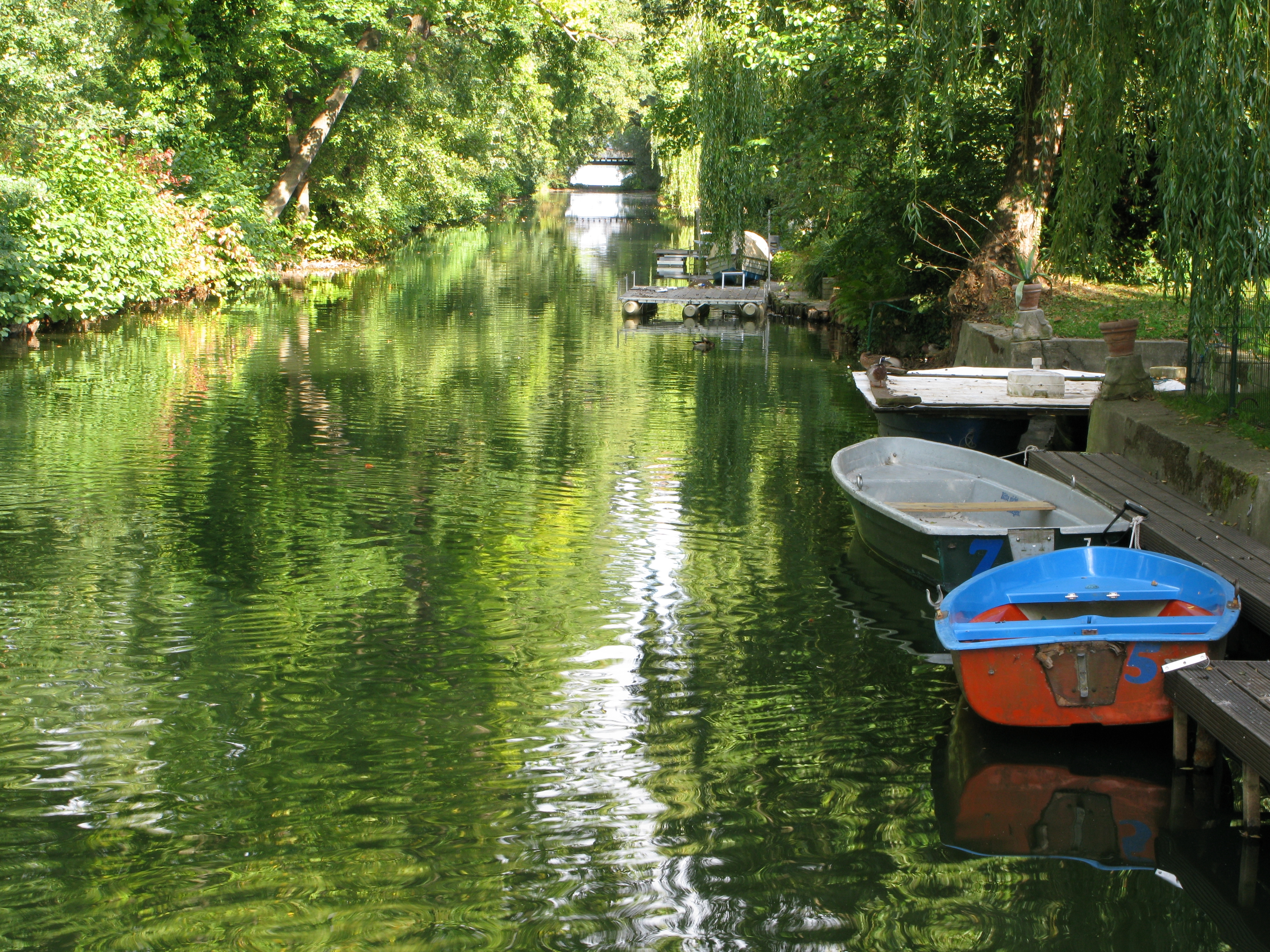
Der Hasengraben

Der Hasengraben ist ein etwa 350 m langer Kanal in Potsdam.
Er verbindet den Heiligen See mit dem Jungfernsee. Der Hasengraben wurde im Jahr 1737 unter dem Soldatenkönig angelegt. Geplant war er als reiner Transportweg, um die Baumaterialien für die Stadterweiterung in die Innenstadt zu schaffen.
Friedrich Wilhelm IV. nutzte den Hasengraben, um sich sonntäglich vom Marmorpalais zur Heilandskirche am Port von Sacrow rudern zu lassen.